# Johnathan Joseph
Pour les articles homonymes, voir Joseph.
Ne doit pas être confondu avec Jonathan Joseph.
(en) Statistiques sur pro-football-reference
Johnathan Lee Joseph, né le 16 avril 1984 à Rock Hill (Caroline du Sud), est un joueur américain de football américain qui a évolué pendant quinze saisons au poste de cornerback dans la National Football League (NFL).
Il y passe ses cinq premières saisons (2006-2010) chez les Bengals de Cincinnati. Par la suite, il s'engage avec les Texans de Houston où il reste pendant neuf saisons (2011-2019) au cours desquelles il est sélectionné à deux reprises au Pro Bowl (2011-2012). Il passe sa dernière saison dans la ligue avec les Titans du Tennessee et les Cardinals de l'Arizona.

## Jeunessee
Johnathan Joseph est d'origine haïtienne.

## Carrière universitaire
Il étudie la justice pénale à l'université de Caroline du Sud et joue alors pour les Gamecocks de la Caroline du Sud.

## Carrière professionnelle
Il est sélectionné au premier tour par les Bengals de Cincinnati au 24e rang lors de la draft 2006 de la NFL. Il signe un contrat de cinq ans avec les Bengals le 29 juillet 2006.
Le 28 juillet 2011, Joseph signe un contrat de cinq ans avec les Texans de Houston pour un montant de 48,75 millions de dollars avec 23,5 millions de dollars garantis.
Le 15 mars 2018, il signe une prolongation de contrat de deux ans avec les Texans.
Le 18 mars 2020, Joseph et les Texans se séparent selon des termes mutuellement convenues.
Le 6 mai 2020, Joseph signe un contrat d'un an avec les Titans du Tennessee. Il est libéré par les Titans le 3 novembre 2020.
Le 11 novembre 2020, Joseph est engagé par les Cardinals de l'Arizona. Il est placé sur la liste des blessés le 12 décembre 2020 avec une blessure au cou.
Le 10 juin 2021, Joseph annonce prendre sa retraite de la NFL.